# Crescencia Valls Espí
Crescencia Valls Espí (Onteniente, 9 de junio de 1863 - Onteniente, 26 de septiembre de 1936) fue una bordadora católica, asesinada durante la Guerra civil española.

## Biografía
Sus padres eran Joaquín Valls y Francisca Espí. Fue educada en el Colegio de las Hijas de la Caridad de San Vicente de Paúl de Onteniente. Trabajó como bordadora para mantener a su familia. Perteneció a la asociación caritativa Mujeres de San Vicente de Paúl, así como al Apostolado de la Oración.
Sus colaboraciones con las organizaciones religiosas fueron motivo por el que fue arrestada en el puerto de Ollería, el 26 de septiembre de 1936 y asesinada, junto a tres de sus hermanas, de un tiro en la nuca doce horas más tarde en el puerto de Canals. Fue enterrada en una fosa común del cementerio de Canals, de la que posteriormente fue exhumada, y sus restos, trasladados a la iglesia de la Asunción de Nuestra Señora de Onteniente, donde fueron inhumados.
Formó parte de una causa de beatificación presentada por la archidiócesis de Valencia, siendo beatificada por el papa Juan Pablo II el 11 de marzo de 2001 junto a otras 232 personas.